# Нетратовка
Нетратовка (укр. Нетратівка) — село,
Куреньковский сельский совет,
Чернухинский район,
Полтавская область,
Украина.
Код КОАТУУ — 5325182103. Население по переписи 2001 года составляло 133 человека.

## Географическое положение
Село Нетратовка находится на левом берегу реки Удай,
выше по течению на расстоянии в 1 км расположено село Куренька,
ниже по течению на расстоянии в 3,5 км расположено село Скибинцы,
на противоположном берегу — село Духово (Лубенский район).
Река в этом месте извилистая, образует лиманы, старицы и заболоченные озёра.

## Галерея

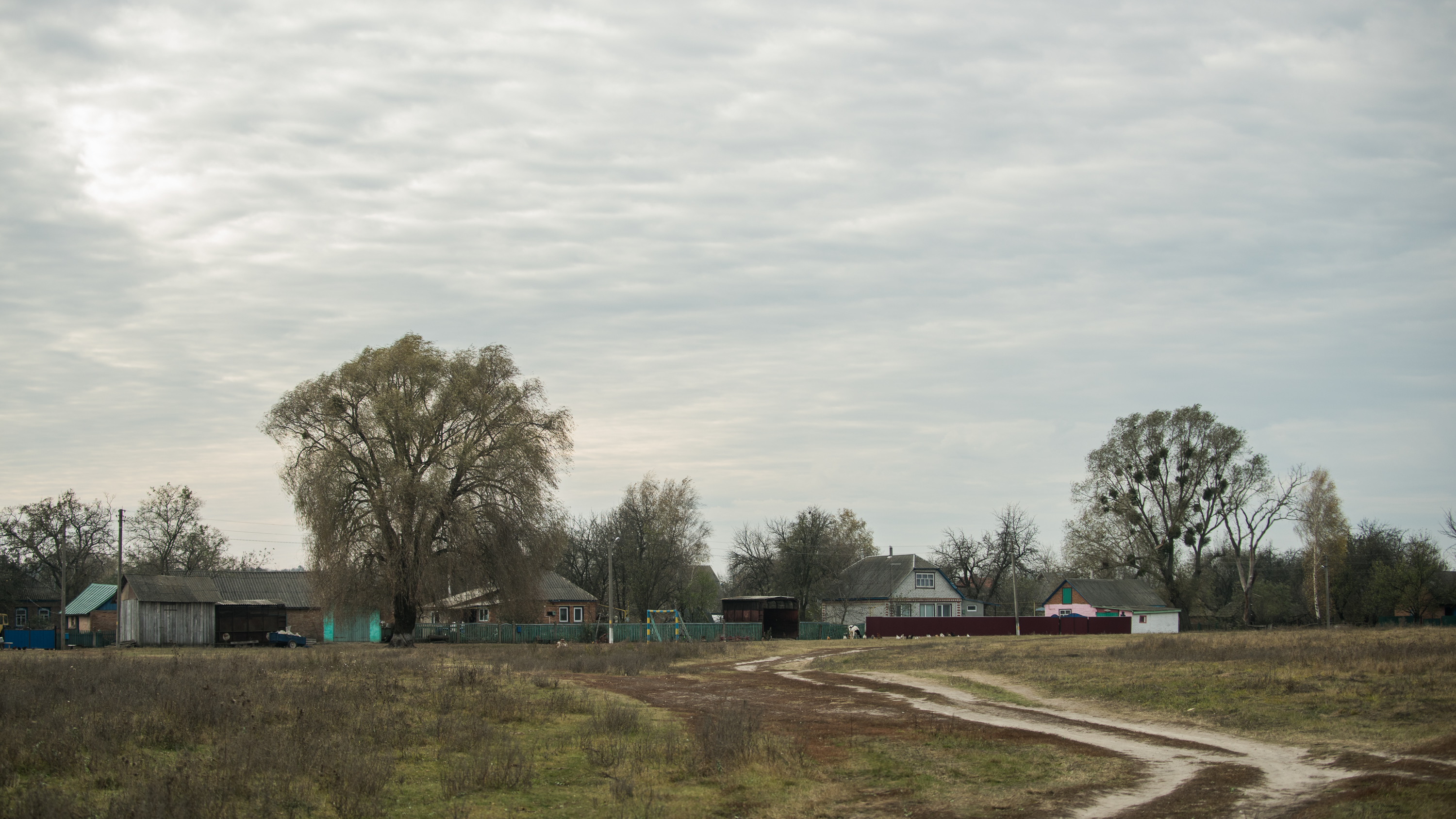
На сельской улице
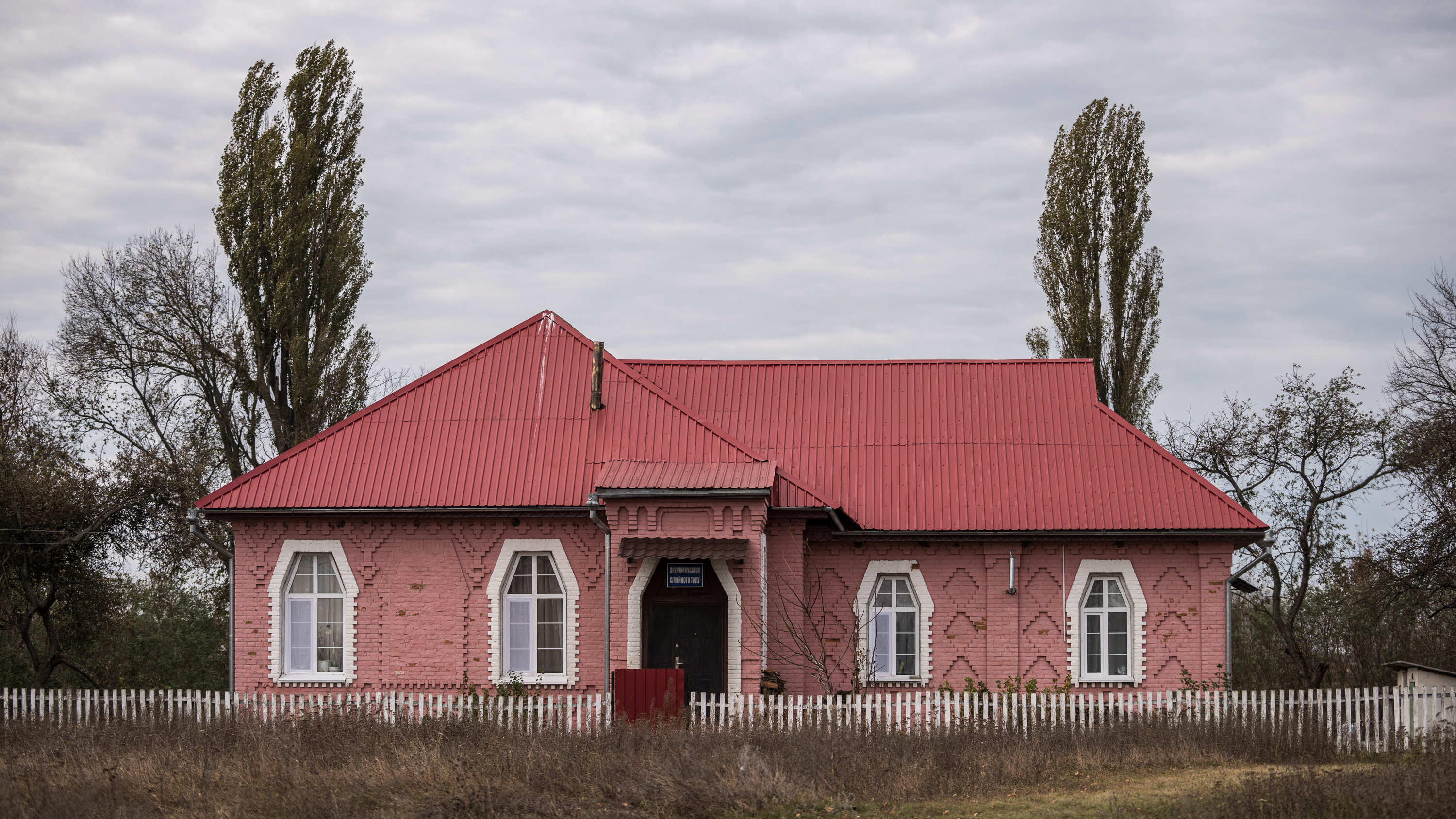
Историческое здание земской школы 1913 г. (сейчас — детский дом семейного типа)